# Paul Fanger
Paul Fanger, född 11 april 1889 i Schöningen i Braunschweig, död 15 april 1945, stupad nära hemorten, tysk sjömilitär, amiral 1942. Bl.a. befattning som kustartilleriinspektör.